# 호라산

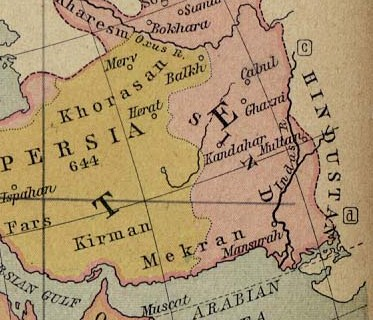
호라산

호라산(Khorasan 또는 khurasan 페르시아어: خراسان)은 이란 북동부의 역사적 지역이다. 지금의 투르크메니스탄 대부분과 아프가니스탄 북부, 타지키스탄도 포함시킨다.
때때로 대호라산(大호라산, greater khorasan/greater khurasan)이라고도 불리며, 호라산의 뜻은 "태양의 땅"이다.

## 역사
고대에는 마르기아나가 있었고, 훗날 메르브가 된다. 메르브를 비롯하여 마슈하드, 투스, 니샤푸르, 헤라트, 발흐, 가즈니 등의 도시들과 지명들이 있다.
역사적으로 이란계 민족들 또는 파르티아, 박트리아, 페르시아의 영역이었고, 훗날 아랍 제국의 점령으로 이슬람교를 받아들인다. 이후 이슬람화된 페르시아인들은 이곳에서 타히르 왕조를 세웠고, 그 후 사파르 왕조, 사만 왕조, 가즈나 왕조도 이곳을 차지하게 된다.
호라산으로 온 페르시아인들은 사만 왕조 이후 타지크인이 되고, 서돌궐 붕괴 이후 서진했던 투르크족(카라키타이)들도 이곳에 이주하여 정착한다.
셀주크 투르크족들은 메르브에서 셀주크 제국을 세우고, 여기서 갈라진 셀주크의 제후는 화레즘 제국을 세웠다. 몽골의 침략으로 쇠퇴해지다가 티무르 제국 때 다시 부흥했으며, 우즈베크인들의 히바 칸국, 부하라 칸국 때는 지금의 투르크메니스탄 북부를 차지하게 된다. 페르시아에서는 사파비 왕조의 중흥으로 지금의 이란 동부와 투르크메니스탄 남부를 차지하여 호라산은 이때부터 분단된다. 아프간 남부에서 호타키 왕조에 의해 사파비 왕조가 쇠퇴하여 망했으나 니샤푸르의 아프샤르 왕조를 중심으로 다시 중흥을 누렸고 이 때 호라산 지역은 다시 통합되었고, 가장 전성기를 이끌었다. 아프샤르 왕조 멸망 후 아프가니스탄에서는 아프간족(파슈툰족)의 첫 왕조인 두라니 왕조가 세워져 지금의 아프가니스탄 지역을 중심으로 독립했고, 페르시아에서는 카자르 왕조가 세워지면서 지금의 투르크메니스탄 남부와 이란 동북부를 차지하였다. 그러나 남하정책을 펼친 러시아 제국에 패배하여 1881년 아할 조약으로 아슈하바트 등 지금의 중앙아시아 국가는 러시아 제국의 영토가 되어 현재의 이란 북부 국경이 된다. 카자르 왕조가 무너지고 팔레비 왕조가 들어서다가 이란 이슬람 혁명으로 팔레비 왕조가 물러나면서 현재 이란 이슬람 공화국이 호라산 동북부를 통치하고 있다.
아프가니스탄에서는 두라니 왕조 멸망 이후 토후국이 세워지다가 아프가니스탄 왕국이 되지만 러시아와 영국의 침략과 간섭에 시달리게 된다. 1901년에는 양국의 간섭을 벗어나지만 1905년 영국의 보호국으로 전락되었다. 1919년 제3차 영국-아프가니스탄 전쟁에서 승리한 이후 다시 독립을 인정받게 된다. 1973년에는 쿠데타로 왕국이 사라지고 아프가니스탄 공화국이 나타났다. 1978년 친소 성향의 공산주의 공화국인 아프가니스탄 민주공화국이 들어섰고, 소련-아프가니스탄 전쟁 때는 10년간의 전쟁이 이어지고 소련의 위성국이 되었다. 전쟁 종식 및 냉전 종식과 소련 붕괴의 영향으로 아프가니스탄에서는 공산주의 체제가 종식된다. 1992년에는 아프가니스탄 이슬람국이 들어섰지만 탈레반 정권의 억압적 독재가 나타났으며, 북부 지방을 중심으로 아프가니스탄 구국 이슬람 통일전선(북부동맹)을 세워 탈레반에 반대하는 저항을 했고, 2001년 미국의 도움으로 탈레반 정권을 종식시킨다.
히바 칸국과 부하라 칸국은 아프샤르 왕조에 잠시 점령되었으나 다시 페르시아로부터 벗어났고, 부하라 칸국은 부하라 토후국으로 바뀌었다. 하지만 1870년대부터 러시아 제국에 복속되었고 그 이전인 1867년에 러시아가 호라산의 점령지역들도 포함시켜 러시아령 튀르케스탄이라는 식민지들을 건설한다. 러시아 혁명 이후 러시아에서는 러시아 내전으로 혼란스러워지자 1916년에는 러시아령 튀르케스탄에서 바스마시 운동이 일어나면서 분리독립운동이 나타난다. 그러나 적백 내전에서 적군들이 승리해서 소비에트 연방이 설립된 이후 호라산은 소련영토가 되었다. 1989년 혁명의 영향으로 소련이 해체되고, 우즈베키스탄, 투르크메니스탄, 타지키스탄으로 독립한다.

## 같이 보기
- 투르크메니스탄
- 아프가니스탄
- 타지키스탄